# Margarita de Borbón, señora de Albret
Margarita de Borbón, señora de Albret (1344-1416) era hija de Pedro I de Borbón, conde de Clermont y de La Marche, y de Isabel de Valois, hija de Carlos de Francia. Por tanto, era miembro de la Casa de Borbón por vía paterna, de la Casa de Valois por vía materna y de la Casa de Albret por matrimonio.

## Descendencia
Margarita se casó en Paris el 4 de mayo de 1368 con Arnaud-Amanieu, señor de Albret. De esta unión nacieron:
- Carlos I de Albret (†1415), conde de Dreux y condestable de Francia, asesinado en la Batalla de Azincourt.[1]
- Margarita de Albret (†1453), casada con Gastón I de Foix, captal de Buch, hijo de Arquimbaldo I de Grailly.[1]

Este matrimonio fue el resultado de un tratado secreto entre el rey Carlos V de Francia y Arnaud-Amanieu.

## Referencias

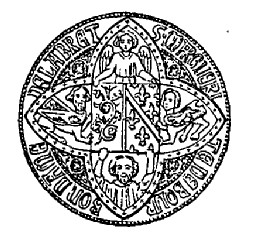
Margarita de Borbón (1344-1416)